# Isak Andic
Andic  Ermay est un nom espagnol. Le premier nom de famille, en général paternel, est Andic ; le second, en général maternel, souvent omis, est Ermay.
Isak Andic Ermay, dit simplement Isak Andic (en turc : İsak Andiç), né le 20 octobre 1953 à Istanbul et mort le 14 décembre 2024 à Collbató, est un homme d'affaires espagnol d'origine turque, fondateur et principal actionnaire de la marque de mode Mango.
En décembre 2024, Forbes estime sa fortune à 4,5 milliards de dollars américains.

## Biographie

### Jeunesse et débuts
Isak Andic Ermay naît le 20 octobre 1953 à Istanbul dans une famille juive séfarade. Sa famille aurait émigré de Turquie à Barcelone, en Espagne en 1969. Selon Business of Fashion, son frère Nahman et lui, nés en Turquie, commencent à vendre à Barcelone des T-shirts brodés à la main « fabriqués en Turquie ».

### Carrière
Ils ouvrent des boutiques à Barcelone et à Madrid, vendant d'abord leur propre marque (Isak Jeans) puis mettant en rayon d'autres marques. En 1984, il s'associe à l'entrepreneur Enric Cusí et à son frère et rebaptise tous leurs magasins Mango,. Il choisit ce nom après avoir goûté à des mangues lors d'un voyage aux Philippines. Leur première boutique ouvre la même année, sur le passeig de Gràcia.

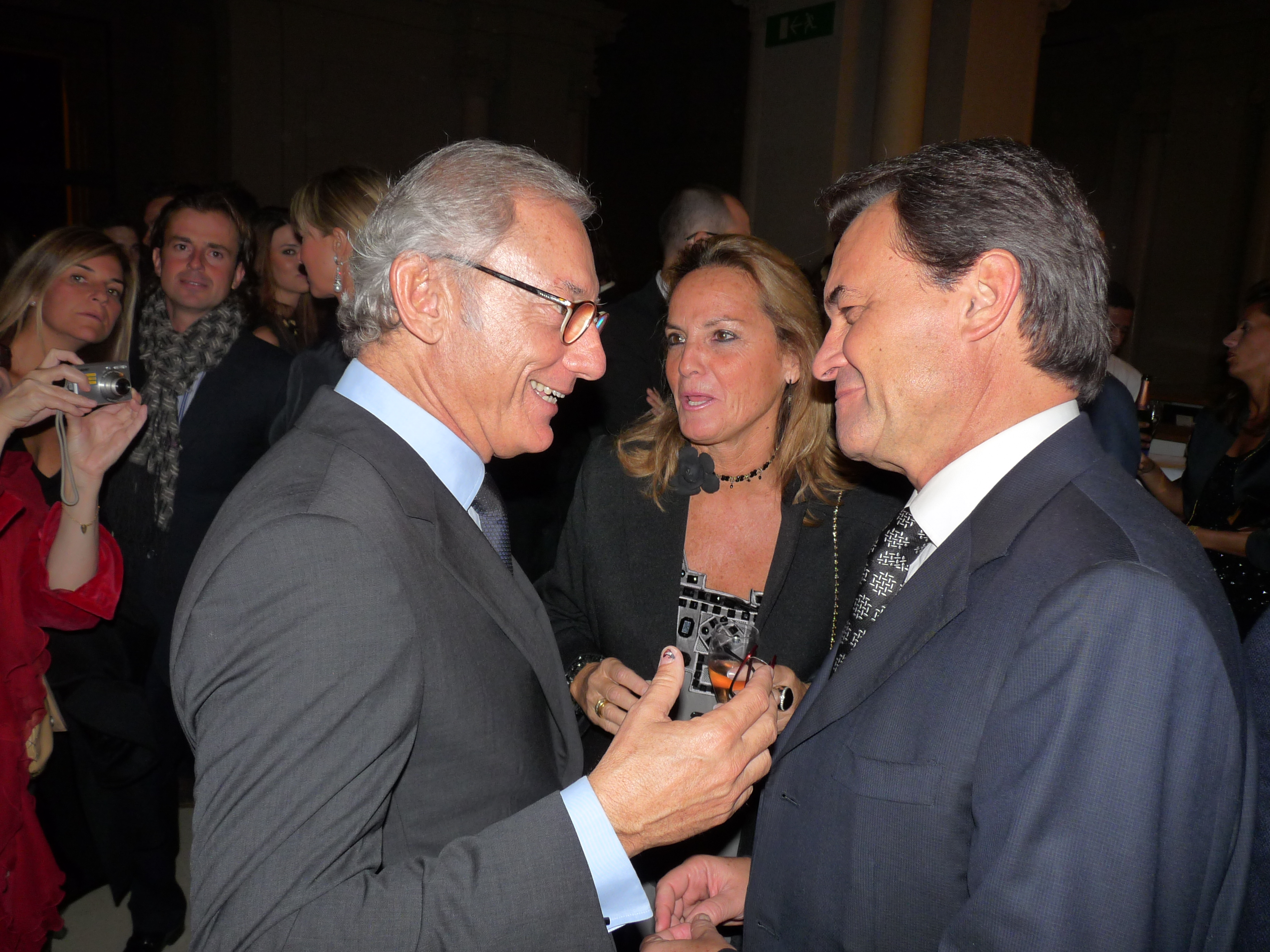
Isak Andic (à gauche) et Artur Mas en 2010.

En 2006, Isak Andic est nommé directeur de Banco Sabadell et en 2012, il devient son principal actionnaire avec une participation de 7 %.
Selon Forbes, le montant de la fortune d'Izak Andic en novembre 2023 s'élève à 2,7 milliards d'euros, ce qui fait de lui la personne la plus riche de Catalogne. En 2010, il est le 32e Juif le plus riche du monde. Il est l'une des personnes les plus riches d'Espagne, la fortune de sa famille s'élèverait à 4,5 milliards d'euros.

### Mort
Isak Andic meurt à Collbató le 14 décembre 2024 à l'âge de 71 ans après une chute mortelle lors d'une visite aux grottes de Salnitre (es). Son décès est annoncé le jour même par l'entreprise Mango dans un communiqué.

## Distinctions

### Décoration
Chevalier de la Légion d'honneur (2 juillet 2018).

### Prix
Isak Andic reçoit le prix du royaume d’Espagne pour l’excellence en affaires (es) (2024).